# Redmi 7
Redmi 7 — смартфон суббренду Xiaomi Redmi, що належить до бюджетного класу. Був представлений 18 березня 2019 року. Також для ринку Індії 25 квітня того ж року був представлений Redmi Y3, що позиціонувався як селфіфон і є подібною до Redmi 7 моделлю але з покращеною фронтальною камерою та іншими кольорами.

## Дизайн
Передня панель виконана зі скла Corning Gorilla Glass 5, задня панель —  з глянцевого пластику, а рамка — з матового пластику. Ззовні смартфони схожі на Redmi Note 7.
Знизу розташовані роз'єм microUSB та сітки динаміка і мікрофона, зверху — 3,5 мм аудіороз'єм, другий мікрофон та ІЧ-порт, зліва — нібридний лоток з одним слотом під SIM-картку і другим лотком під SIM-картку або карту пам'яті формату microSD до 512 ГБ, а справа — гойдалка регулювання гучності та кнопка блокування. Ззаду розміщені вертикальний овальний острівець камери, LED-спалах, написи («AI DUAL CAMERA» на Redmi 7 та «32 MP SELFIE. AI DUAL CAMERA» на Redmi Y3) та сканер відбитків пальців.
Redmi 7 продавався в 3 кольорах: Чорне затемнення, Синя комета та Червона луна.
Redmi Y3 продавався в 3 кольорах: Prime Black (чорний), Elegant Blue (синій) та Bold Red (червоний).

## Технічні характеристики

### Апаратне забезпечення
Смартфони отримали систему на кристалі бюджетного рівня Qualcomm Snapdragon 632. Redmi 7 продавався в конфігураціях 2/16, 3/32 та 3/64 ГБ, а Redmi Y3 — 3/32 та 4/64 ГБ.
Батарея отримала об'єм 4000 мА·год.
Пристрої мають 6.26-дюймовий дисплей типу IPS LCD з роздільною здатністю HD+ (1560 × 720), співвідношенням сторін 19:9, щільністю пікселів 269 ppi та краплеподібним вирізом під фронтальну камеру.
Смартфони отримали основну подвійну камеру із основним об'єктивом на 12 Мп з діафрагмою f/2.2, фазовим автофокусом та можливістю запису відео в роздільній здатності 1080p@60fps і сенсором глибини на 2 Мп. Також Redmi 7 отримав передню камеру на 8 Мп з діафрагмою f/2.0, а Redmi Y3 — ширококутну передню камеру на 32 Мп з діафрагмою f/2.2. В обох моделей вона може записувати відео у роздільній здатності 1080p@30fps.

### Програмне забезпечення
Смартфони були випущені на MIUI 10 під управлінням Android 9 Pie. Глобальна версія Redmi 7 та Redmi Y3 були оновлені до MIUI 11, а китайська версія прошивки Redmi 7 — до MIUI 12.5; обидві на базі Android 10. Планувалося, що глобальна версія Redmi 7 та Redmi Y3 будуть оновлені до MIUI 12, але розробка цього оновлення була припинена за великої кількості проблем із сумісністю та продуктивністю.